# Archives départementales du Nord
Pour les articles homonymes, voir ADN (homonymie).
Les archives départementales du Nord (ADN) sont un service du conseil départemental du Nord chargé de la gestion des archives publiques et de certaines archives privées produites dans le département du Nord, l'un des cinq départements de la région Hauts-de-France.

## Histoire

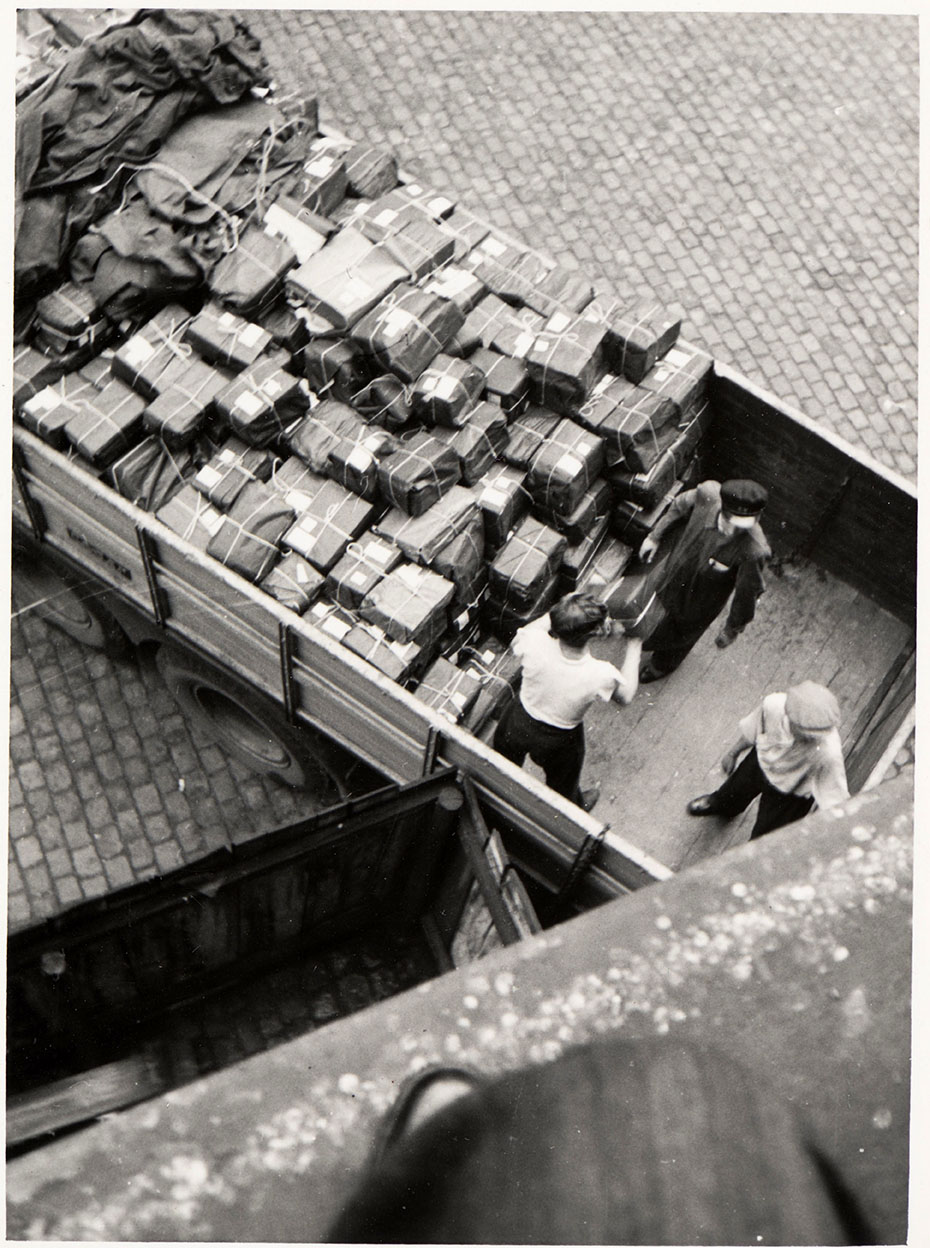
Évacuation des fonds des Archives départementales du Nord en 1939. Archives nationales AB/XXXI/375

Les archives départementales du Nord, créées en 1796, et rattachées au conseil général du Nord en 1986, collectent, conservent, classent et communiquent au public l’ensemble des archives des organismes publics existant ou ayant existé sur le territoire du Nord, dès lors qu’elles présentent un intérêt pour la justification des droits de chacun et comme source de la recherche historique.
Ces missions sont fixées par le Code du patrimoine. Ainsi, sont conservés aux archives départementales du Nord des documents couvrant douze siècles d’histoire, mais aussi tout récents : registres paroissiaux et d’état civil, actes des notaires, plans du cadastre, archives des institutions de l’Ancien Régime et des administrations d’aujourd’hui (préfecture, tribunaux…), fonds déposés par les communes, etc.  Ces archives publiques sont complétées par des archives privées (familles, associations, entreprises…) qui viennent enrichir les collections.
En tout, ce sont 60 kilomètres de documents, du IXe siècle à nos jours, sous toutes formes et supports (parchemin, papier, photographies, documents électroniques…), qui sont ainsi traités et mis à disposition du public pour les usages les plus variés.
L’accès du public aux archives est libre dans le cadre fixé par la loi, gratuit, dans la salle de lecture des archives départementales et, pour une partie des fonds (6 millions de pages d’archives numérisées), sur le site internet.
Chronologie :
- 1803 : Installation du dépôt général des archives du département du Nord à l'hôtel du Lombard, au n°2 de l rue du même nom[1].
- 1844 : inauguration, rue du Pont-Neuf, d'un bâtiment spécialement construit pour les archives du Nord, le premier de France
- 1909 : construction, au no 74, rue Jacquemars-Giélée, des premiers magasins d'archives en béton armé par Léonce Hainez
- 1961 : installation des archives départementales du Nord 22, rue Saint-Bernard à Lille, dans un bâtiment conçu pour la conservation des archives et leur consultation par le public, innovant par son équipement en rayonnages métalliques de grande qualité et sa structure
- 2004 : extension des espaces ouverts aux publics, intégrant notamment le numérique
- 2006 : décision du Conseil général de la construction de nouveaux magasins, avec 80 km de rayonnages, respectueux des exigences techniques de conservation et inscrits dans une démarche de développement durable (les anciens magasins ne sont pas réhabilitables en raison du risque d'incendie généré par la structure autoporteuse)
- 2010-2012 : construction des nouveaux magasins
- 2013 : déménagement des archives des anciens vers les nouveaux magasins (35 km de documents) ; déconstruction des anciens magasins
- 2014 : achèvement des travaux : reconfiguration extérieure, aménagements paysagers. Le travail collectif des acteurs du projet (archivistes, architectes, professionnels du bâtiment, experts de la conservation et du développement durable) a permis la conception et la réalisation d'un bâtiment pionnier, le premier bâtiment d'archives à énergie positive

## Liste des directeurs
| Nom                              | Début de fonction | Fin de fonction | Date de naissance |
| -------------------------------- | ----------------- | --------------- | ----------------- |
| André Le Glay                    | 1835              | 1863            | 29 octobre 1785   |
| Alexandre Desplanque             | 1863              | 1871            | 24 février 1835   |
| Chrétien Dehaisnes               | 1871              | 1882            | 29 novembre 1825  |
| Jules Finot                      | 1884              | 1908            | 23 avril 1842     |
| Max Bruchet                      | 1908              | 1929            | 6 juin 1868       |
| Pierre Piétresson de Saint-Aubin | 1930              | 1965            | 11 décembre 1895  |
| René Robinet                     | 1966              | 1982            | 1914              |
| Claude Lannette                  | 1982              | 2001            | 1936              |
| Rosine Cleyet-Michaud            | 2001              | 2012            | 25 juin 1947      |
| Mireille Jean                    | 2012              | En cours        |                   |

## Fonctionnement

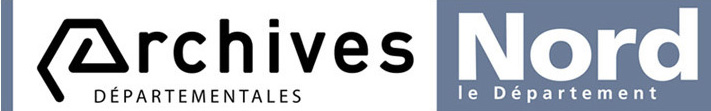
Logo de l'institution.

L'accès à la salle de lecture est précédée d'une inscription à l'accueil avec présentation d'une pièce d'identité. Une carte de lecteur personnelle valable pour l'année courante est délivrée. Les formalités peuvent être écourtées par une pré-inscription en ligne qui ne dispense pas de la justification de l'identité. Deux autres formulaires sont disponibles : le formulaire de réservation et le formulaire de dérogation de communicabilité
Les lecteurs peuvent consulter les documents originaux, sur écran s’ils ont été numérisés ; réaliser soi-même ou obtenir une reproduction des documents, sous réserve de leur état. Ils peuvent  photographier des documents à condition de ne pas les exposer à une source lumineuse excessive (flash, lampes halogène ou tungstène, etc.). Le Conseil général du Nord a prévu un engagement sur l’honneur par lequel l’usager reconnaît avoir pris connaissance du règlement de réutilisation des informations publiques et déclare qu’il le respectera.
Chaque année, 40 000 documents originaux sont en moyenne communiqués, 80 000 documents numérisés consultés, plus de 3 000 réponses à des demandes par courrier/courriel. Le site internet fournit l'accès à une salle de lecture virtuelle : 6 millions de pages d’archives en ligne, 4 700 visites par jour.

## Pour approfondir

### Liens vers les instruments de recherches, documents et aide
- Site officiel
- Ressource relative à la musique :   - Répertoire international des sources musicales
- Ressource relative à plusieurs domaines :   - Annuaire du service public français
- Ressource relative aux beaux-arts :   - Union List of Artist Names
- Ressource relative aux organisations :   - CCFr
- Ressource relative à l'architecture :   - PSS
- Notices d'autorité :   - VIAF
  - ISNI
  - BnF (données)
  - IdRef
  - LCCN
  - GND
  - CiNii
  - Israël
  - Vatican
  - WorldCat

- Instruments de recherche
- Aide à la recherche
- État civil : 
  - Tables décennales
  - Actes
- Cadastre : 
  - Cadastre du Consulat
  - Cadastre Napoléonien
- Recensements : Recensement de 1906
- Matricules militaires : 
  - Tables alphabétiques
  - États signalétiques